# Украинская диаспора

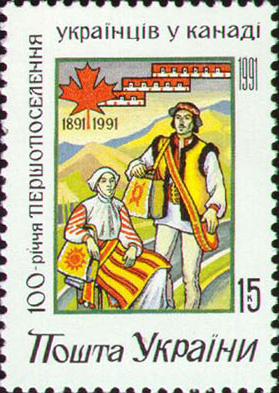
Почтовая марка Украины 1991 года выпуска, посвящённая столетию украинской диаспоры в Канаде

Украи́нская диа́спора (укр. Украї́нська діа́спора) — совокупность лиц украинского происхождения, проживающих за пределами Украины.

## История развития

#### Первые волны эмиграции
Уже в начале XVIII века жила малочисленная политическая эмиграция в Турции и на Западе после поражения казаков Мазепы в Полтавской битве 1709 года.
В 1792 году прежние запорожские казаки — Черноморское казачье войско практически в полном составе переселилось на Кубань, основав там многочисленные поселения и хутора («Малиновый Клин»).
В конце XIX — нач. XX века началась массовая эмиграция украинцев, вследствие аграрного переселения, из Австро-Венгрии в США и Канаду. Присутствовала также и внутренняя миграция в Российской империи, достигшее своего пика после сооружения западной и центральной веток Транссибирской железной дороги и во время Столыпинской реформы, когда сотни тысяч украинцев переселилось на Дальний Восток («Зеленый Клин»), Сибирь и Казахстан («Серый Клин»), Поволжье («Желтый Клин»).

#### Эмиграция после I мировой войны
К 1920 году заокеанская диаспора увеличилась до 700—750 тысяч украинцев, вследствие результатов Первой мировой войны. Но главным ядром диаспоры оставалась Восточная Европа. Начали развиваться центры украинской диаспоры в городах Западной и Центральной Европы. Между членами диаспоры существовали различные общественные организации и учреждения: во Франции — Главный эмиграционный совет, в остальных странах Европы — ЦЕСУС, УВУ, Хозяйственная академия. После незначительного промежутка эмиграция из западноукраинских земель возобновилась в 1920—21 годах, центром которой стали: Южная Америка — 60 тысяч в период 1920—1939 годов, Франция — 35 тысяч в период 1920—1939 годов, в Северную Америку эмигрировало 80 тысяч, в том числе в Канаду — 70 тыс.
Украинская диаспора к 1920 году насчитывала около 3,6 млн человек. По данным переписи 1926 года украинская диаспора в СССР (за пределами УССР) насчитывала более 7 млн человек. В 20—30-е XX века переселение украинцев из УССР в другие республики СССР связывалось с проведением раскулачивания, насильственной коллективизации и последовавшего за этим Голода на Украине (1932—1933).

#### Политическая эмиграция после II Мировой войны
После окончания Великой Отечественной войны наблюдалось увеличение диаспоры, за счёт политической эмиграции в 250 тысяч человек: в Канаду, Аргентину, Бразилию, США. Помимо прежних дислокаций, очаги украинской диаспоры появились в Венесуэле, Австралии, Тунисе. В Европе и Америке действовал ряд общественных организаций: Координационный очаг украинских общественных организаций, Панамериканская украинская конференция, Мировой конгресс свободных украинцев. Также присутствовали различные научные и религиозные организации: украинская православная церковь в США, украинская автокефальная православная церковь, всеукраинское еванглистско-баптистское объединение, украинские греко-католические архиепархии.

#### Миграция из УССР в республики СССР в 50-х — 80 гг. XX века
В 50-х—80 годах XX века украинцы из УССР как высококвалифицированные специалисты и рабочие направлялись для выполнения задач, связанных с экономическим развитием, промышленным строительством в другие республики СССР, в том числе: освоение целинных и залежных земель, разработка нефтяных месторождений Западной Сибири (Тюменская область, ХМАО, ЯНАО), развитие Сибири, Дальнего Востока, районов Крайнего Севера и т. д.

#### Эмиграция после 1991 года
После распада СССР украинцы, как правило, выезжали на работу в страны Европы: Польша, Италия, Испания, Португалия, Греция, Чехия, Германия и страны Прибалтики.

## Западная диаспора
Украинская диаспора в Польше насчитывает 360—500 тысяч этнических украинцев, которые являются автохтонным населением этой страны (Бойковщина, Лемковщина, Подляшье, Холмщина, Надсанье). Украинские диаспоры есть и в восточной Словакии, Латвии, Литве, Австрии, Румынии, Великобритании, Германии, Венгрии, Италии, Франции, Бельгии и других европейских государствах. В странах далекого зарубежья существуют многочисленные диаспоры: украинцы в Канаде (около 1,2 млн украинцев), украинцы в США (около 1 млн украинцев), украинцы в Бразилии (от 500 тыс. до 1 млн.), украинцы в Аргентине (ок. 300 тыс.), диаспора в Парагвае, диаспора в Уругвае, диаспора в Австралии, а также других странах.

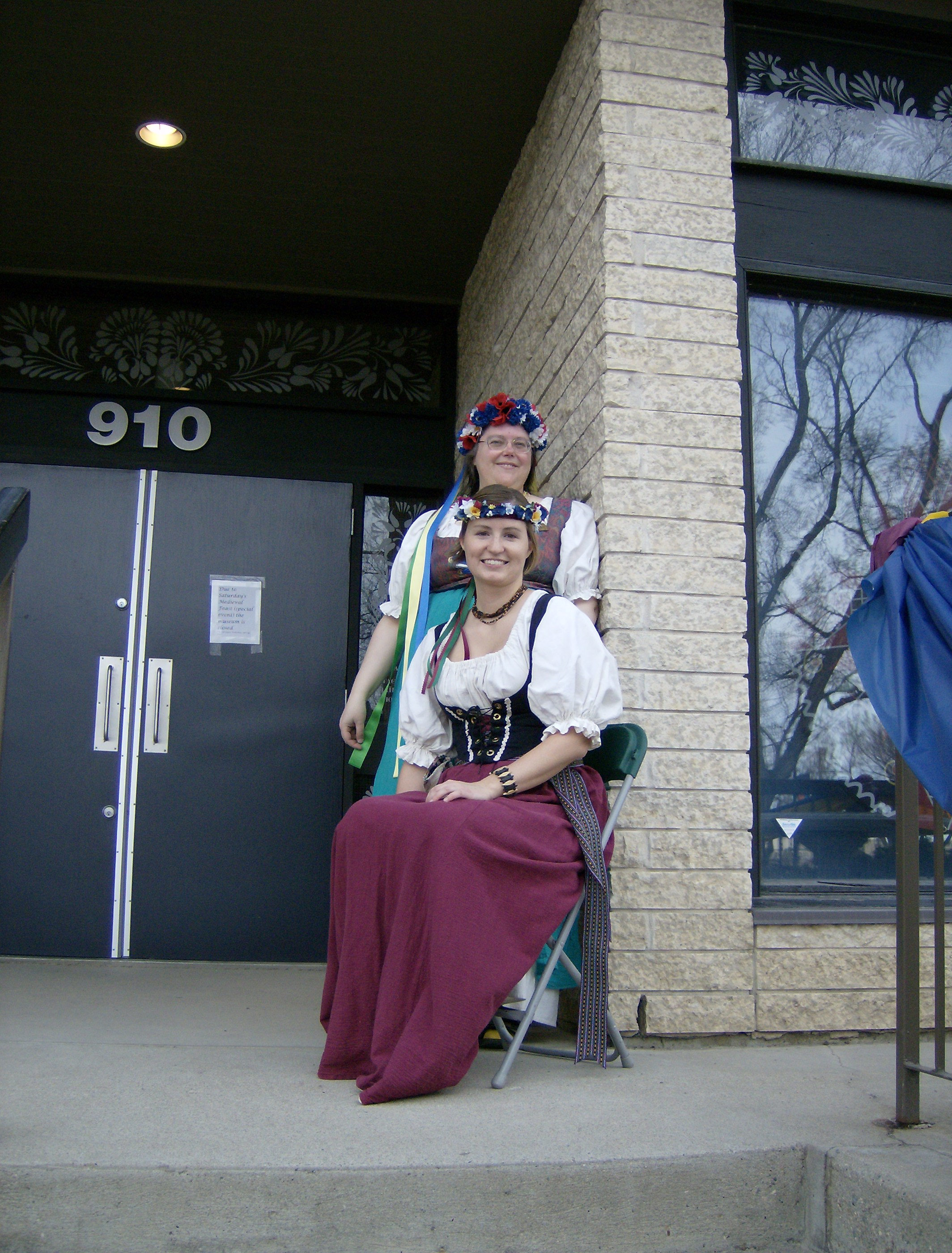
Украинцы Канады в национальной одежде в провинции Саскачеван

### Канада
В 2011 году численность канадцев украинского происхождения составляла около 276 тысяч человек, кроме того, ещё более 975 000 человек имели частично украинское происхождение. Благодаря такому числу людей украинского происхождения Канада является третьей страной в мире по численности украинского населения (после Украины и России). Большинство украинцев Канады (около 85 %) родились в ней же, имеют канадское гражданство и проживают, преимущественно, в западной части Канады, где в некоторых районах составляют большую часть населения.
В настоящее время в среде восточноевропейских народов Канады особо заметны украинцы, которых более миллиона. В Канаде они играют большую роль, чем почти вдвое более крупная диаспора украинцев в США. Три средне-западных провинции: Альберта, Саскачеван и Манитоба стали центром украинской культуры. Украинские переселенцы стали бойцами за передовой мультикультурализм. Рождённый в Галиции славист Ярослав Рудницкий (1910—1995) и сенатор Павло Юзык (1913—1966) были значимыми теоретиками и популяризаторами мультикультурализма. С немцами и другими восточноевропейскими национальностями они образовали на Среднем Западе третью силу против британско-французского дуализма.

К этническим украинцам, которые добились успеха на политической сцене Канады, можно отнести Уильяма Гавриляка, который трижды был избран мэром города Эдмонтон и бывшего премьер-министра Альберты Эдварда Стельмаха. Наибольших успехов достигли Роман Гнатышин, который в 1990—1995 годах занимал должность генерал-губернатора Канады, Христя Фриланд — министр иностранных дел Канады, Пол Винник — командующий вооруженными силами Канады.

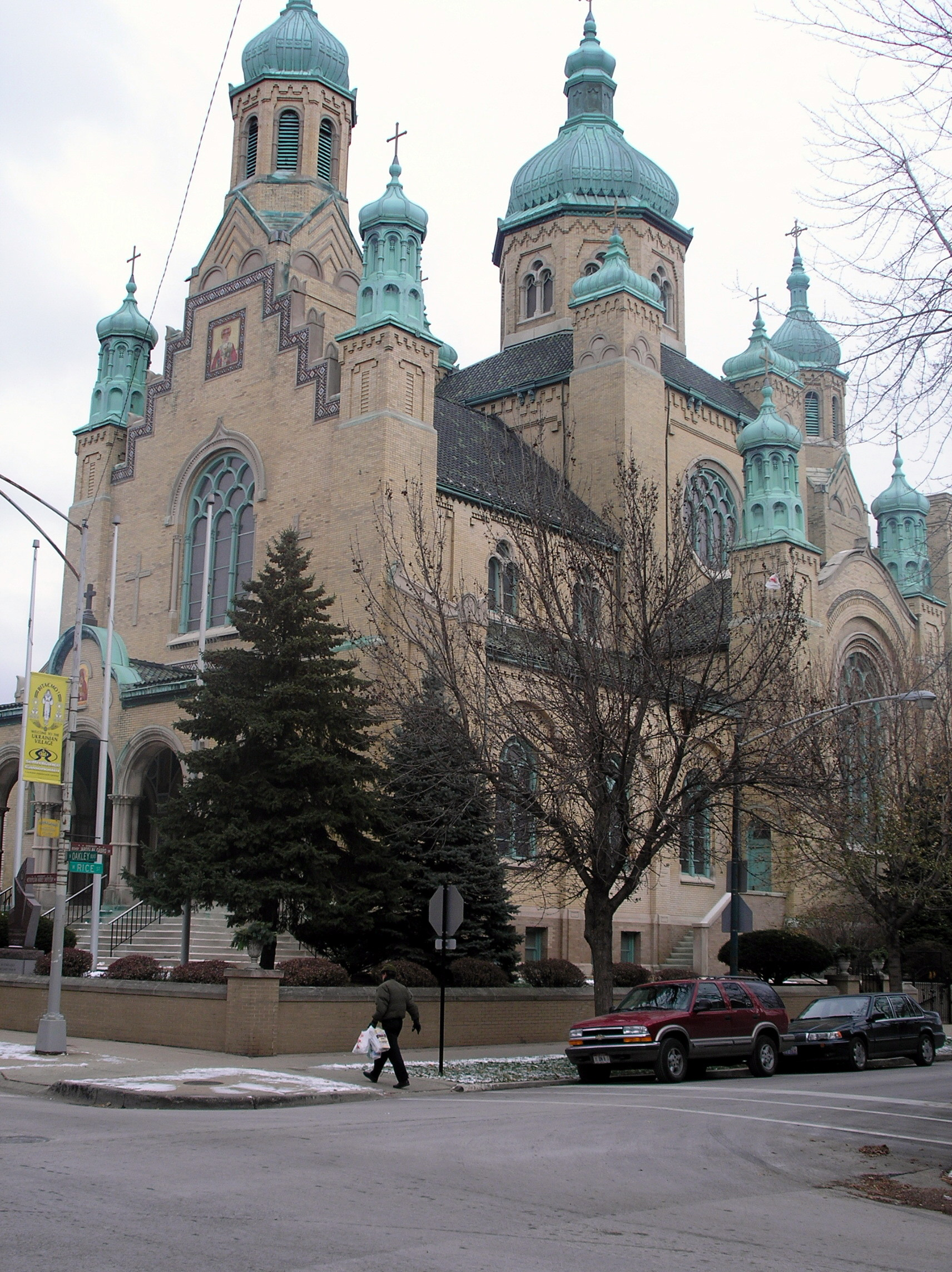
Собор святого Николая УГКЦ в Чикаго

### США
Украинская диаспора в США — граждане Соединённых Штатов Америки, имеющие полное или частичное украинское происхождение. Согласно переписи населения, в 2006 году было 961 113 американцев украинского происхождения, что составило 0,33 % населения США. Таким образом, украинская диаспора Соединённых Штатов по численности уступает только диаспоре в России и Канаде. Согласно переписи 2000 года, наибольшее число украинских американцев проживало в следующих городах: Нью-Йорк (160 000 украинцев), Филадельфия (60 000), Чикаго (46 000), Лос-Анджелес (34 000) и Детройт (33 000).
Первая волна украинской эмиграции в США началась в 1880-х годах. Её основу составляли выходцы из Закарпатья, Галиции и Буковины. Эта волна имела массовый характер с 1890-х годов и до начала 1-й мировой войны.
Также была вторая волна после Великой Отечественной войны (2-й мировой войны).

Третья волна началась в начале 1990-х годов, после распада СССР.

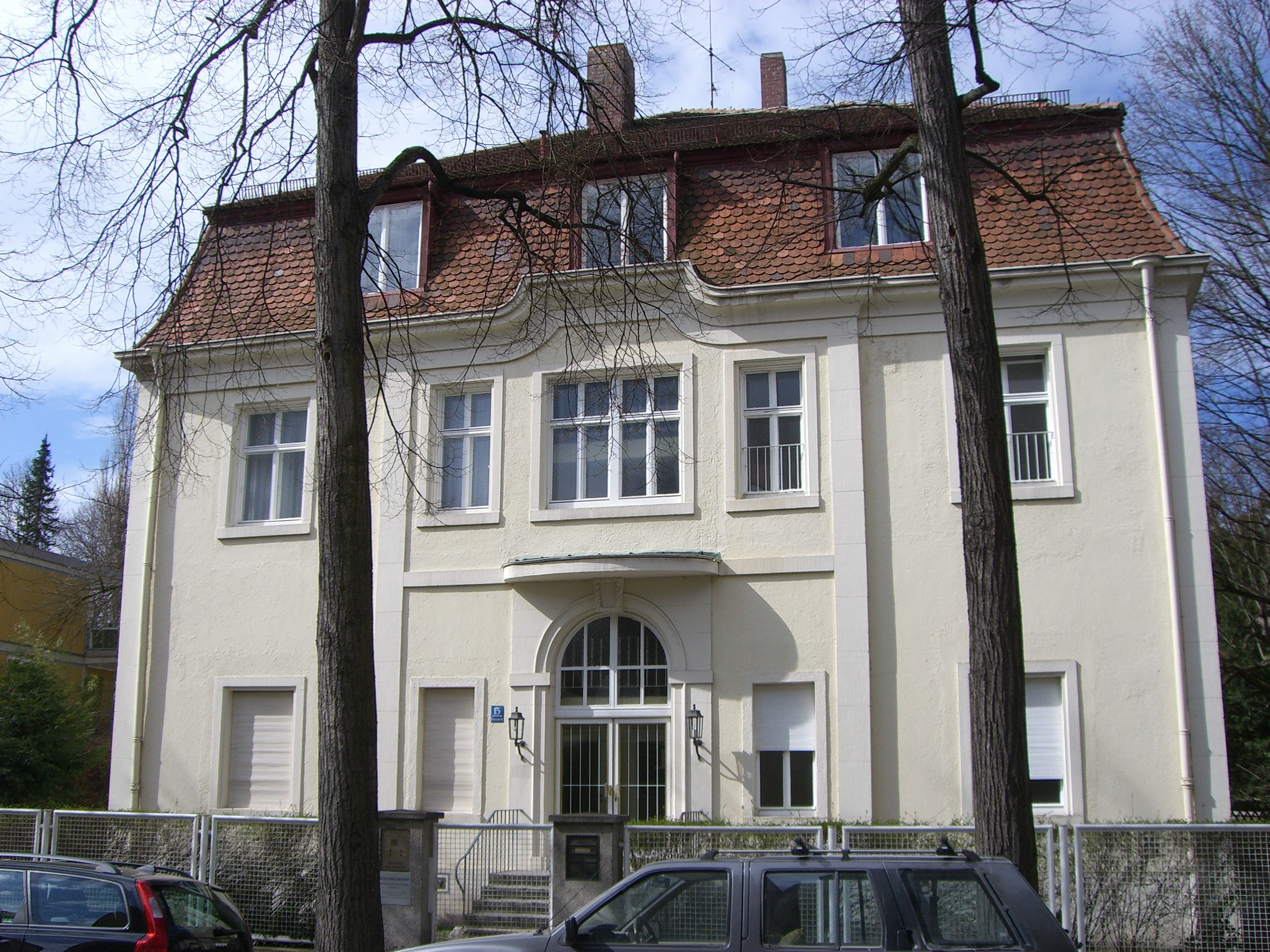
Украинский свободный университет в Мюнхене

### Германия
Украинцы в Германии — часть украинского этноса, проживающая на территории Германии численностью 122 355 человек (на 2012 год), что составляет менее 0,2 % населения страны. Проживающие ныне в Германии украинцы преимущественно эмигранты, прибывшие в страну в 1990-е — 2010-е годы, и их потомки. Украинцы живут во всех землях Германии, нигде не образуя большинства. Наибольшее число украинцев в южных землях (Бавария, Баден-Вюртемберг), а также в земле Северный Рейн-Вестфалия.

В Германии существует целый ряд украинских организаций: Союз украинских студентов, Объединение украинских организаций и многие другие регионального уровня. Одной из старейших организаций является Объединение украинок Германии (Мюнхен), существующее более 70 лет. Есть ещё несколько организаций федерального уровня, основанные эмигрантами, прибывшими в Германию до распада СССР: Украинский свободный университет, Украинская свободная академия наук, Общество культурных связей с украинцами за границей «Україна» и т. д. На региональном уровне украинские общественные организации представлены в основном в землях бывшей Западной Германии (Бавария, Северный Рейн-Вестфалия, Гамбург) и в Берлине.

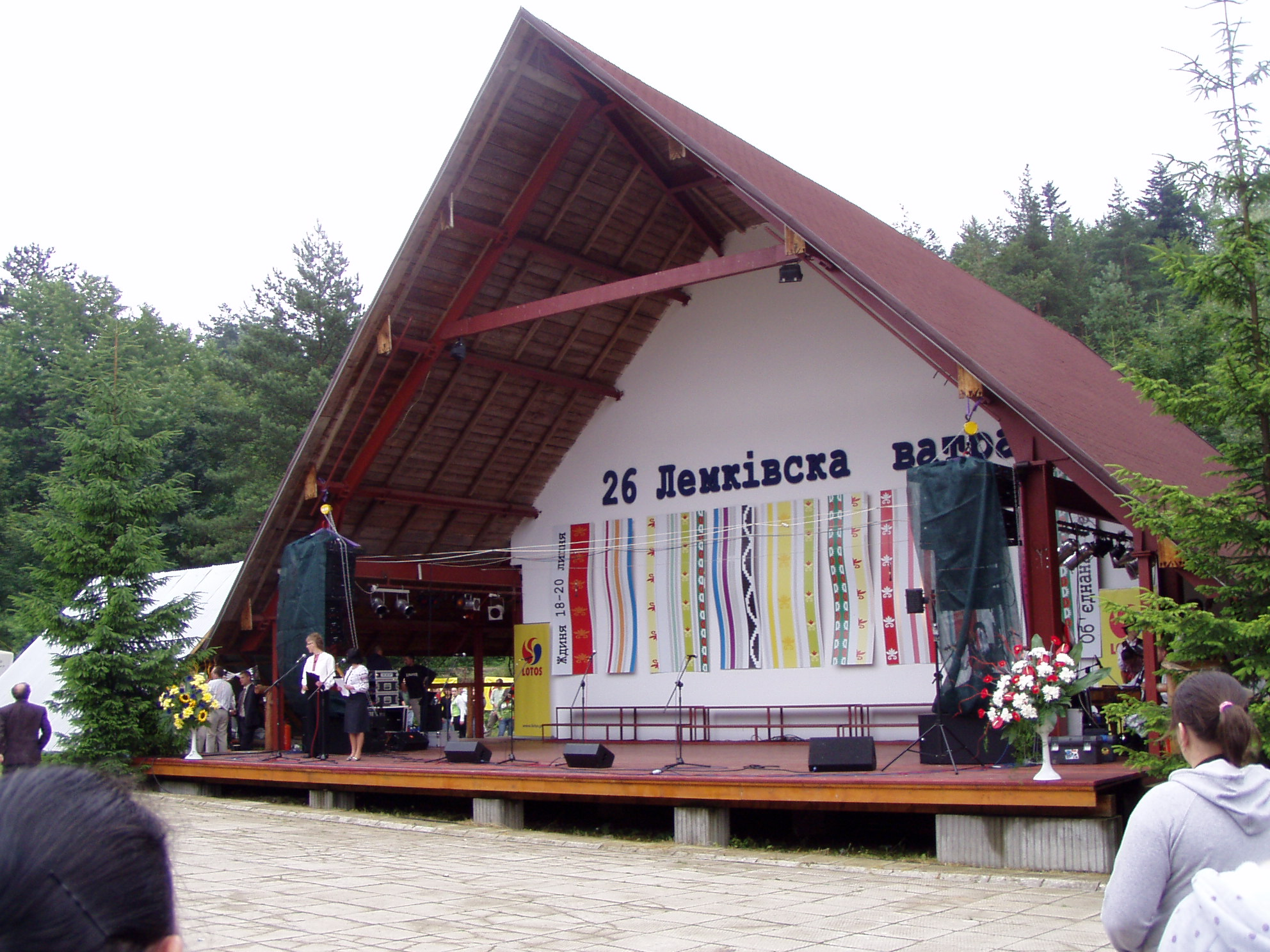
Украинский (лемковский) фестиваль в Польше

### Польша
Украинцы в Польше — одно из национальных меньшинств Польши, коренное население этой страны (Бойковщина, Лемковщина, Подляшье, Холмщина, Надсанье). Согласно данным последней переписи населения 2002 года, более 27 тысяч польских граждан признают себя украинцами. Реальная численность автохтонного населения оценивается в 150—300 тысяч украинцев.
Регионом компактного проживания меньшинства является Варминско-Мазурское воеводство и крупные города, такие как Варшава (5—10 тысяч украинцев), Краков (3 тысячи) и другие. Предки украинцев издавна проживали в исторических областях: Бойковщина, Лемковщина, Подляшье, Холмщина, Надсанье.

По данным Объединения украинцев в Польше, в стране проживает от 250 до 500 тыс. украинцев. По данным польской переписи 2002 года (это была первая в послевоенной Польше перепись, которая учла национальный состав населения), на территории страны проживает лишь 30957 украинцев, в том числе в воеводствах: Варминско-Мазурском — 12009, Западно-Поморском — 3943, Подкарпатском — 3271, Поморском — 2987, Нижне-Силезском — 1859, Подляшском — 1441, Мазовецком — 1281, в остальных воеводствах — 4166. Лемков насчитывалось 5863 чел., в основном в Нижне-Силезском (3084), Малопольском (1584), Любушском (791) воеводствах. Лиц с «обиходно-разговорным» украинским языком насчитывалось ещё меньше — 22698, с лемковским — 5627.

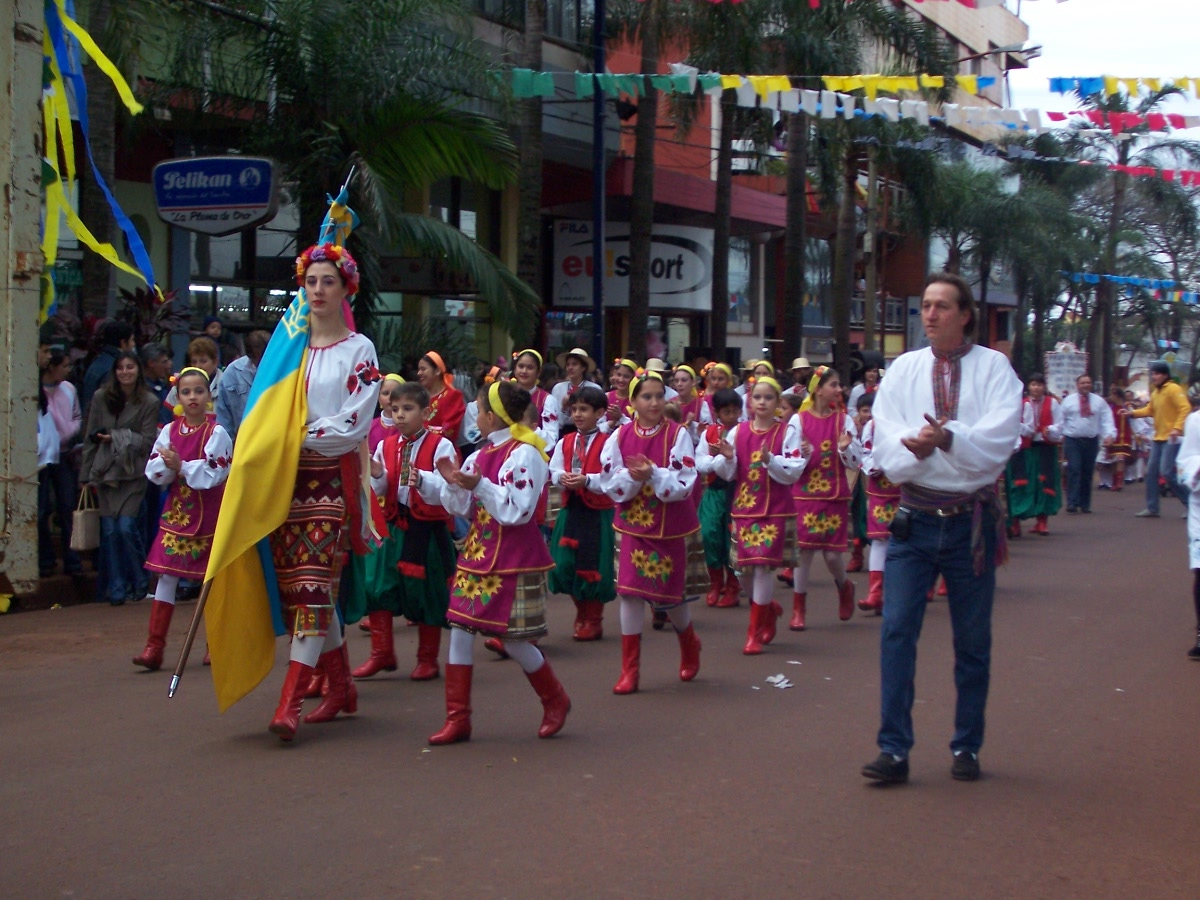
Украинцы на фестивале в Обера, Мисьонес

### Аргентина
Украинцы Аргентины — национальное меньшинство южно-американской страны, насчитывает 300 тысяч человек (около 0,76 % всего населения страны). В основном состоит из граждан Аргентины украинского происхождения 4-го и 5-го поколений, поддерживающих традиции украинской культуры.

В настоящее время в Аргентине проживает 300 тысяч украинцев, что составляет около 0,76 % всего населения страны. Некоторые эксперты оценивают количество украинцев в 250 или 350 тысяч. Большая часть является представителями «старой эмиграции» первой и второй волны и их потомками, сохраняющими национальную идентичность. Современные украинцы Аргентины в своём большинстве являются испано-украинскими билингвами. При этом в украинском языке аргентинцев образовался значительный слой испанских заимствований. Кроме того, широкое распространение получило лингвистическое и семантическое калькирование из испанского языка. Однако они по-прежнему принадлежат к украинской культуре, придерживаются украинских обычаев, являются прихожанами украинской греко-католической церкви и сохраняют интерес к Украине и её истории. Основную роль в сохранении национальной идентичности сыграла УГКЦ и ряд общественных организаций, входящих в Украинскую Центральную Репрезентацию в Аргентинской республике.

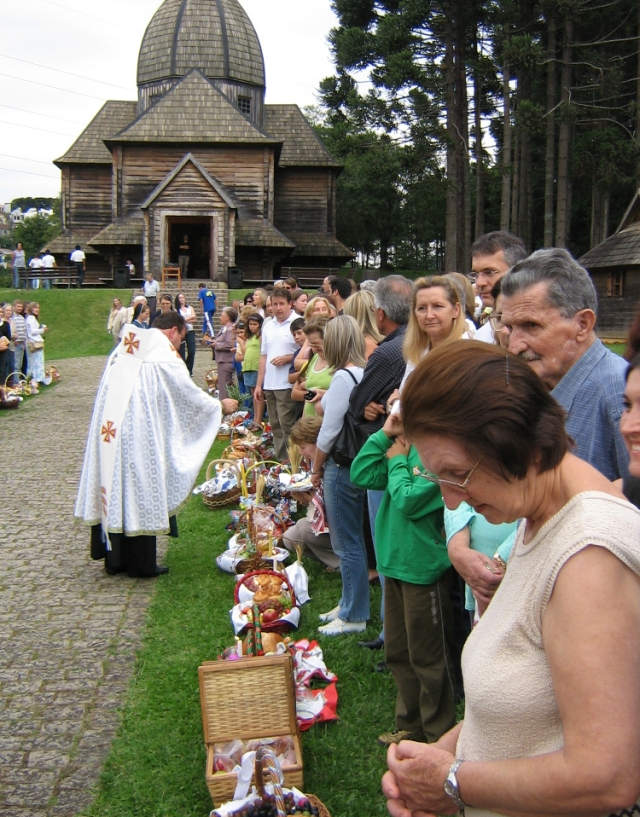
Украинская Пасха в штате Парана

### Бразилия
Украинская диаспора Бразилии — национальное меньшинство южно-американской страны. В основном состоит из граждан Бразилии украинского происхождения 4-го и 5-го поколений, поддерживающих традиции украинской культуры. Примерно 80 % украинцев Бразилии проживает в штате Парана.
Проживающие в Бразилии украинцы продолжают придерживаться традиционной украинской культуры и вероисповедания. Развитием украинской культуры занимаются многочисленные общественные организации, объединённые в Украинско-Бразильскую Центральную Репрезентацию (Украинское Общество Бразилии, Общество Сторонников Украинской Культуры, Общество «Соборность», Ассоциация украино-бразильской молодёжи и др.). Столь же большое внимание вопросам культуры уделяет Украинская греко-католическая и Украинская автокефальная православная церкви Бразилии.
В Бразилии действуют украинские школы, фольклорные группы и творческие кооперативы.
Большое внимание уделяется сохранению украинского языка: в качестве иностранного он преподаётся в начальных школах в местах компактного проживания украинцев, в некоторых государственных средних школах и в Лингвистическом центре университета Парана (г. Куритиба).

## Восточная диаспора
Восточная диаспора включает в себя украинцев, проживающих в постсоветских странах. Крупнейшие диаспоры расположены в России, Казахстане, Беларуси, Молдове, Узбекистане и других странах СНГ.

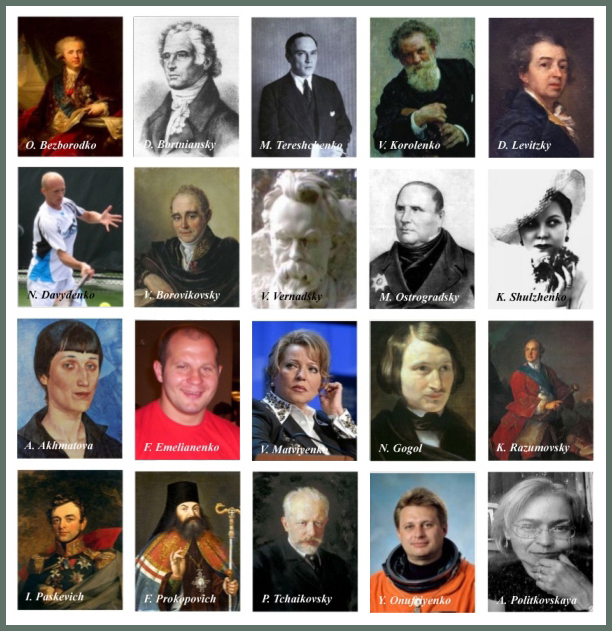
Известные украинцы России

### Россия
Самой большой по численности является украинская диаспора в России. Общая численность украинцев в России составляет 4,3—5 млн украинцев (граждан России и иммигрантов с Украины) и их потомков. Большинство украинцев проживают в крупных городах и ряде регионов: Москве, диаспора в Санкт-Петербурге; от Калининграда до Тихого океана; Поволжье («Желтый Клин»): в Саратове, Самаре, Астрахани; на юге России: в Курске, Воронеже, Белгороде, Дон, Кубани («Малиновый Клин»); в Приморском Крае и Амурской области («Зеленый Клин»); регионы Юго-Западной Сибири («Серый Клин»): Сургут, Омск, Тюмень, Новый Уренгой.
Наибольшее количество украинцев, согласно официальным данным, проживает в Тюменской области (157,3 тыс. чел. (2010 г.), включая ХМАО, где 91,3 тыс. украинцев, и ЯНАО, где 49,0 тыс. украинцев), Москве (154,1 тыс. чел., 2010 г.), Московской области (119,5 тыс.), Краснодарском крае (83,7 тыс.), Ростовской области (77,8 тыс.), Санкт-Петербурге (64,5 тыс., 2010 г.), Омской области (51,8 тыс., 2010 г.), Приморском крае (50,0 тыс.) и др. В 36-х (из 83-х) субъектах Российской Федерации (по переписи 2010) украинцы в структуре населения занимают 2-е место после русских, в том числе в городах Москва и Санкт-Петербург. Однако наибольший удельный вес украинцев наблюдается в Крыму (16,0 %, 2014 г.) и Севастополе (14,2 %, 2014 г.), а также в основном в северных регионах: Ямало-Ненецком АО (9,7 %, 2010 г.), Магаданской области (6,5 %), Ханты-Мансийском АО (6,4 %), Чукотском АО (6,0 %), Мурманской области (4,8 %), Республике Коми (4,2 %), Камчатском крае (3,9 %), Калининградской области (3,7 %), Белгородской области (2,8 %, 2010 г.), Еврейской АО (2,8 %), Приморском крае (2,8 %), Омской области (2,7 %), Сахалинской области (2,6 %), Оренбургской области (2,5 %) и т. д.

### Казахстан

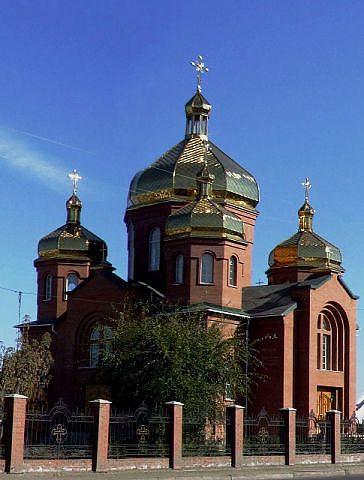
Украинская грекокатолическая церковь в Казахстане (Караганда)

Одна из крупнейших по численности украинская диаспора — украинцы Казахстана, численность которой на момент распада СССР составляла более 900 тыс.
Первыми украинцами на казахской земле считаются высланные в Северный Казахстан участники подавленного в 1768 г. гайдамацкого движения, известного в истории под названием «Колиивщина». Позже в 30—40-е годы XX века на казахстанской земле оказались репрессированные и выселенные украинцы из Западной Украины, в основном Галиции, Волыни и Северной Буковины. Самая большая по численности иммиграция в республику была обусловлена освоением целинных и залежных земель, которое шло одновременно с крупным промышленным строительством.
В Казахстане действуют многочисленные украинские общественные организации и национально-культурные центры. Работают также единственное в Центральной Азии государственное среднее учебное заведение — Украинская школа-комплекс № 47, республиканский еженедельник «Украински новины» (тираж — 1200 экземпляров), которые финансируются государственными институтами Казахстана, а также ежемесячно издается газета «Вести Украины» (тираж 4000 экземпляров), функционирующая при республиканском объединении «Рада украинцев Казахстана» и финансируемая бизнес-структурами Республики. Кроме того в Казахстане действуют 5 приходов Украинской греко-католической церкви : в Караганде (Храм Покрова Пресвятой Богородицы), в Астане (Храм Святого Иосифа Обручника), в Павлодаре, в Шидерты и в Сатпаеве. В казахстанском городе Форт-Шевченко находится самый крупный музей Т. Г. Шевченко за пределами Украины, основанный в 1932 году.

### Беларусь
Украинцы в Беларуси — одна из традиционных этнических групп, населяющих территорию современной Республики Беларусь. В настоящее время украинцы составляют около 200 тыс. населения этой страны, хотя по оценке представителей украинской общины в Белоруссии их число может превышать полмиллиона. Наибольшее число украинцев проживает на юго-западе Брестской области и крупных городах.
Часто в отдельную группу выделяются автохтонные украинцы, проживающие на территории, которые в XX веке вошли в состав Беларуси. Однако вследствие культурной близости белорусов и украинцев возникают трудности в проведении этнических границ между двумя народами в Полесье.
Тем не менее, большинство украинцев, проживающих сегодня в Беларуси — потомки мигрантов с территории Украины. Этому способствовало то, что территории, на которых сегодня расположены Беларусь и большая часть Украины, долгое время были частью одних и тех же государственных образований (Киевская Русь, Великое княжество Литовское, Речь Посполитая, Российская империя, СССР).
Первые массовые миграции населения с территории современной Украины пришлись на период монголо-татарского нашествия. Известно также о том, что немало запорожских казаков осело в Поднепровье в XVII веке. Последняя значительная волна переселенцев с Украины прибыла в Белоруссию в период существования СССР. Долгое время в исторических документах белорусы и украинцы не разделялись. Отождествление двух народов происходило, как правило, по признаку общего вероисповедания (православные и униаты) и под общим названием «русины».

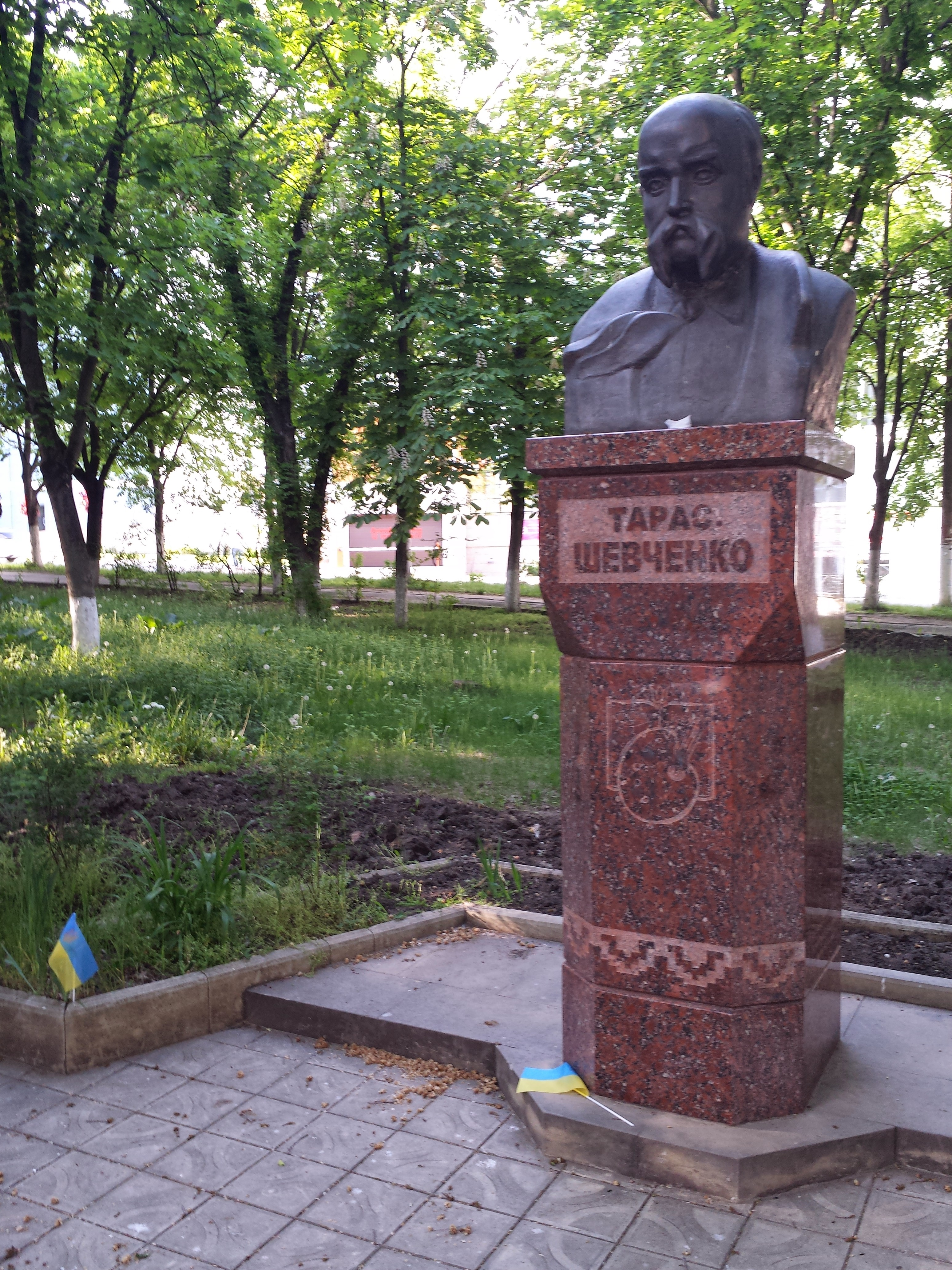
Памятник Т. Г. Шевченко в Кишинёве

### Молдова
Украинцы в Молдавии — вторая по численности после молдаван этническая группа. По данным переписи населения 2004 года, в стране проживало 282 406 украинцев, что составляло 8,4 % населения.
В Молдавии в настоящее время более 300 населенных пунктов, в которых украинское население составляет большинство, основная масса украинского населения сосредоточена в северных и восточных регионах. Носителями украинского языка в Молдове в 2004 г. были более 180 981 чел.
Начиная с конца 80-х — начала 90-х годов в Молдавии в целом ряде школ украинский язык и литература были введены как отдельные предметы, были созданы экспериментальные классы, в которых процесс образования осуществляется на украинском языке. В 2006—2007 учебном году украинский язык изучался в 57 учебных заведениях Молдавии без учёта Приднестровья, кроме того, украинский язык изучается в более чем 30-ти учебных заведениях Приднестровья.
Компания «Телерадио-Молдова» регулярно транслирует на всю территорию страны теле- и радиопередачи на украинском языке, кроме того, на территории Молдавии ретранслируются передачи телерадиокомпаний Украины.
В Кишинёве действует украинский культурно-просветительский центр, при котором открыт музей «Украинцы в культуре Молдовы», также постоянно (с 1999 года) функционирует «воскресная школа», где изучается украинский язык и культура украинцев, история Украины. При Институте межэтнических исследований Академии наук Молдавии действует Отдел истории, языка и культуры украинского населения Молдавии, созданный в 1991 году.

Памятник Т. Шевченко в Ташкенте

### Узбекистан
Украинцы в Узбекистане — одна из значительных украинских диаспор в Средней Азии. На начало 2010 года численность украинцев составляла примерно 86 тысяч человек.
До 1917 года на территории нынешнего Узбекистана существовали большие украинские общины. Действовали школы с украинским языком преподавания, по украинским традициям отмечались религиозные и прочие праздники.
В период Великой Отечественной войны в Узбекистан было эвакуировано сотни тысяч украинцев и целый ряд украинских промышленных предприятий, научно-исследовательских высших учебных заведений, художественных коллективов. В Узбекистане в период войны продолжили деятельность больше тридцати украинских театральных, музыкальных групп, учебных заведений. В частности, в Ташкенте действовал театр имени Ивана Франко.
Послевоенный период был связан с индустриализацией центральноазиатских республик, который растянулся на несколько десятилетий. Украинские специалисты принимали участие в сооружении железнодорожной магистрали Чарджоу-Кунград, Навоийского горно-металлургического комбината и многих других стратегических объектов.
В 1966 году после сильного землетрясения в Ташкенте, около 2600 украинских инженеров и строителей на протяжении нескольких лет принимали участие в восстановлении Ташкента. В советские времена много выходцев с Украины занимали ведущие должности в ряде областей экономики и науки Узбекистана.
В Узбекистане официально зарегистрировано 6 украинских культурных центров. Согласно уставам украинских культурных центров главными направлениями работы являются осуществление культурно-просветительской деятельности по сохранению и развитию украинской культуры, языка, традиций, обрядов, развитие и укрепления межнациональных связей.

## Организации
Среди самых больших организаций украинской диаспоры — Конгресс украинцев Канады, Украинский государственнический фронт (Великобритания), Украинский государственнический фронт стран Бенилюкса, Европейский конгресс украинцев, Лига украинцев и Лига украинок Канады, украинско-американская организация «Воля». Политической организацией, имеющей тесные связи с украинской диаспорой на Западе, является КУН (Конгресс украинских националистов). С диаспорой также связаны ещё несколько менее влиятельных партий. Связь украинской диаспоры с исторической Родиной осуществляет через общество «Украина», «Конгресс свободных украинцев», общественные и культурные организации. Ощутимую роль в укреплении этих связей играет журнал «Украинская диаспора», издаваемый Национальной Академией наук Украины.